# Erling Haagensen
Erling Haagensen (født 20. oktober 1945) er en dansk journalist, forfatter og filminstruktør, der navnlig er kendt for sin kontroversielle teori om de bornholmske rundkirkers forbindelse til tempelridderne. Han har udgivet en række populærhistoriske og lokalhistoriske bøger, hvoraf hovedparten har handlet om bornholmske emner.

## Journalist
Haagensen har arbejdet som journalist på Bornholms Tidende og Bornholmeren samt været stationschef på TV-Bornholm.

## Blandet modtagelse af bøger med hypoteser om Bornholms historie
Erling Haagensen har i sine bøger fremsat hypoteser om, at der i middelalderen har været tempelherrer på Bornholm, at de bornholmske rundkirker er opført af tempelherrerne som observatorier og placeret i et særligt geometrisk mønster, samt at der er eller har været skjult en skat under gulvet i Østerlars Rundkirke. 
Middelalderhistorikere fra flere universiteter har afvist Haagensens hypoteser, dog skrev Norman Davies i 2011 om et fokus på en mulig forbindelse mellem de bornholmske rundkirker og tempelridderne.
Haagensens bog 896 år – Tempelriddernes hemmelige plan udkom 18. marts 2014 og blev stærkt kritiseret af flere. Han klagede efterfølgende til Pressenævnet over en anmeldelse, der kaldte bogen for humbug, men fik ikke medhold, da boganmeldelsen er udtryk for anmelderens subjektive oplevelse.
I Politiken fik bogen dog 4 hjerter og anmelderen kaldte bogen flamboyant, velskret, flot illustreret og "lige til at tage med til Solskinsøen", men at bogen "fortaber sig dog lidt i rundkirkerne".

## Film
De tre danske familiefilm Tempelriddernes skat, Tempelriddernes skat II – Stormesterens hemmelighed og Tempelriddernes skat III – Mysteriet om slangekronen bygger på Erling Haagensens bøger om tempelherrer på Bornholm.

### Bøger
- 896 år – Tempelriddernes hemmelige plan, Lemuel Books, 2014, ISBN 978-87-92500-40-3.
- Mordet på ordet, Documentas, 2008, ISBN 978-87-7063-045-0.
- Sigtet for tavshed, Documentas, 2007, ISBN 978-87-7063-015-3.
- Bornholms rundkirker – Middelalderens største kompleks, Bogan, 2003, ISBN 87-7466-418-2.
- Hvorfor hedder det sådan? – 117 mærkelige stednavne på Bornholm, Bornholms Tidendes Forlag, 2003, ISBN 87-7799-112-5.
- The Templars' Secret Island – The Knights, the Priest and the Treasure, Windrush Press, 2000, ISBN 1-900624-37-0. (Medforfatter: Henry Lincoln).
- Tempelherrernes skat, Bogan, 2000, ISBN 87-7466-365-8.
- Bornholms mysterium – På sporet af Tempelherrernes hemmelighed og den glemte videnskab, Bogan, 1993, ISBN 87-7466-225-2.
- Hvis det sker..., Dokumentar Bøger, 1978, ISBN 87-980687-0-9. (Om Barsebäckværket).

### Pamfletter
- 100 år i Gudhjem – 1. april, 1881-1981, Sparekassen Bornholm, Gudhjem, Sparekassen Bornholm, 1981. (Om Sparekassen Bornholm).

### Tidsskriftsartikler
- "Medieval Round Churches and the Shape of the Earth", Isis, nr. 4, årgang 106, 2015, ISSN 0021-1753. (Medforfatter: Niels C. Lind).[19]
- "Bornholm og de baltiske korstog", Bornholmske Samlinger, bind 16, række 3, 2002, ISSN 0084-7976.
- "Middelalderen med mystik", Bornholmske Samlinger, bind 16, række 3, 2002, ISSN 0084-7976.
- "Kirker, geometri og statistik", Meta, nr. 2, 2002, ISSN 0348-7903.

## Filmografi
- Max, 2008 (birolle)
- Bornholms stemme, 1999 (birolle)
- Tempelherrernes hemmelighed, 1993 (instruktør)
- Kom i kog, 1992 (instruktør)
- Min bedstefar er fisker, 1989 (instruktør og tilrettelægger)
- Bille & Pelle, 1988/1989 (instruktør og tilrettelægger)
- Laver kaffen sig selv?, 1988 (instruktør og tilrettelægger)
- Lemmingernes gåde, 1978/1980 (instruktør og manuskriptforfatter)
- THX: The Sandberg Injection, 1975 (instruktør)